# Birger Lie
Birger Mathias Lie (ur. 20 października 1891 w Åsnes, zm. 22 września 1970 tamże) – norweski strzelec, olimpijczyk.
Uczestnik Letnich Igrzysk Olimpijskich 1912, na których wystartował w jednej konkurencji. Zajął 82. miejsce w karabinie wojskowym w trzech postawach z 300 m (startowało 91 strzelców).

## Wyniki

### Igrzyska olimpijskie
| Igrzyska       | Konkurencja                           | Wynik           | Miejsce | Źródło |
| -------------- | ------------------------------------- | --------------- | ------- | ------ |
| Sztokholm 1912 | Karabin wojskowy, trzy postawy, 300 m | 59 pkt. (44–15) | 82      | [ 1 ]  |